# Росцишево (Поморське воєводство)
Росцишево (пол. Rościszewo, нім. Groß Roschau) — село в Польщі, у гміні Тромбки-Великі Ґданського повіту Поморського воєводства.
Населення — 216 осіб (2011).
У 1975-1998 роках село належало до Гданського воєводства.

## Демографія
Демографічна структура станом на 31 березня 2011 року:
|          | Загалом | Допрацездатний вік | Працездатний вік | Постпрацездатний вік |
| -------- | ------- | ------------------ | ---------------- | -------------------- |
| Чоловіки | 114     | 30                 | 74               | 10                   |
| Жінки    | 102     | 22                 | 58               | 22                   |
| Разом    | 216     | 52                 | 132              | 32                   |